# Чемпіонат світу зі снукеру
53°22′52″ пн. ш. 1°28′00″ зх. д. / 53.3811° пн. ш. 1.4667° зх. д.
Чемпіона́т сві́ту зі сну́керу (англ. World Snooker Championship) — головний професійний рейтинговий турнір зі снукеру.
Починаючи з сезону 1973/74 він включений в список рейтингових змагань. З 1977 року чемпіонат постійно проводиться у Театрі Крусібл (англ. Crucible Theatre) в Шеффілді, Англія. Цей турнір є найважливішим за престижністю, рейтинговими очками і призовими грошима, і проходить щорічно в кінці сезону.

## Історія

### Ранні роки
Хоча в снукер почали грати приблизно в 1870-х роках, офіційно його правила були затверджені організацією більярду Billiard Association & Control Club (пізніше — Billiard Association & Control Council  (BA&CC)) в 1919 році. Англійський більярд у той час був домінуючом різновидом більярдних ігор, і тому ідеї про організацію регіональних снукерних турнірів з'явилися тільки на початку 1920-х років. Багато професійних гравців розуміли потенціал гри і наполягали на проведенні чемпіонату світу. Зрештою, цим безпосередньо зайнявся Білл Камкін, власник мережі більярдних клубів в Бірмінгемі. Разом Білл і його друг Джо Девіс розробили і запропонували план проведення першості  BA&CC. Їх пропозиція була прийнята.
Перший чемпіонат світу було проведено з листопада 1926 по травень 1927 році в Бірмінгемі, Англія. У ньому взяли участь 10 гравців. Перший матч був зіграний між Мельбурном Інменом і Томом Ньюменом , а переможцем всієї першості став англієць Джо Девіс. Він же був одним з організаторів турніру. За перемогу Девіс отримав £ 6.10 (близько трьохсот фунтів стерлінгів за сьогоднішніми розцінками) , а кубок чемпіона він купив за свої гроші. Вищий брейк турніру зробив Альберт Коуп, 60 очок.

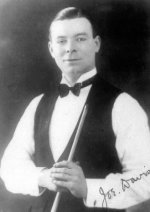
Перший чемпіон світу з снукеру — Джо Девіс

У наступні кілька років чемпіонат переносився в різні міста, проте країна проведення залишалася однією і тією ж. Всі розіграші, аж до 1940 року вигравав Девіс, крім того, в 1936 році він зробив перший офіційно зареєстрований сенчурі-брейк (безперервна серія в 100 і більше очок). Єдиним серйозним суперником був його ж молодший брат Фред Девіс, якого Джо переміг в 1940 році у вирішальному фреймі.
У більшості випадків формат турніру в той час був однаковим: він проводився за системою «Челлендж», тобто чемпіон одного року автоматично виходив у фінал наступного, а противник визначався в серії матчів на вибування.
З 1941 по 1945 чемпіонат не проводився через Другу світову війну. Відновився він лише в 1946 році, і знову переможцем став Джо Девіс. Йому ж належав і найвищий брейк чемпіонату в 136 очок, який він зробив у фінальному матчі проти Гораса Ліндрума. За цю перемогу англієць отримав 1000 фунтів стерлінгів. До того моменту Девіс став вже 15-кратним чемпіоном світу (всі титули були виграні поспіль), але після чемпіонату 1946 року він припинив участь у турнірі. Після відходу старшого брата Фред Девіс був готовий продовжити сімейну традицію, однак, його перша спроба завоювати титул виявилася невдалою. У фінальному матчі його зупинив шотландець Волтер Дональдсон. Тим не менш, наступні 10 років на чемпіонаті домінував саме Девіс-молодший: з 1948 по 1957 роки він виграв вісім титулів, в той час як його головний суперник Дональдсон — всього один.

### Занепад
У 1952 році в проведенні чемпіонатів світу зі снукеру почалася криза. Початок їй поклали великі розбіжності між гравцями та управлінською організацією BA&CC. У результаті було проведено два чемпіонати: організований BA&CC і організований самими гравцями-професіоналами. У першому взяло участь всього два снукеристи, і переможцем став австралієць Горас Ліндрум, а в другому (офіційно турнір називався World Matchplay) грали всі інші професіонали, і там чемпіоном став Фред Девіс. World Matchplay і стали вважати «справжньою» першістю світу. Однак, довго він не протримався і в 1958 році перестав проводитися через непопулярність і катастрофічну нестачу грошей. Останнім чемпіоном World Matchplay став англієць Джон Пульман, який виграв свій титул у 1957 році.

### 1960-і і 1970-і роки
У 1964 році турнір все ж відродився у форматі челлендж матчу, багато в чому завдяки старанням Рекса Вільямса, який досяг угоди з BA&CC роком раніше. Але чемпіонати проводилися нерегулярно, іноді — кілька разів на рік, завдяки чому Джон Пульман виграв за чотири роки сім челленджів.
У 1969 році формат чемпіонату світу змінився, і була прийнята система гри на вибування . Першим переможцем став Джон Спенсер, однак наступне десятиріччя на чемпіонаті домінував валлієць Рей Ріардон, який з 1970 по 1978 виграв шість титулів.
У 1973 році чемпіонат був включений до списку рейтингових змагань, через що зріс його престиж. А в 1976 році на першість прийшов відомий спонсор, сигаретний бренд Embassy, що залишився з турніром майже на тридцять років. Через рік чемпіонат знайшов і новий будинок, Театр Крусібл в Шеффілді, а канал Бі-бі-сі почав трансляції ігор . Саме 1977 і можна вважати роком народження сучасної ери снукеру.

### Сучасна снукерна ера
З початку 1980-х років було вирішено допускати до участі в турнірі 32 гравці. Приблизно тоді ж, у 1980 було затверджено і остаточну кількість фреймів фіналу: 35, гра до 18 перемог.
У 1980 році першість світу вперше виграв не європеєць (канадець Кліфф Торбурн). А через рік титул отримав новий гравець — Стів Девіс (не родич Джо і Фреда Девіса). Він став абсолютним лідером, вигравши в 1980-х шість вищих титулів з восьми зіграних ним фіналів. Не без участі Стіва пройшов і фінал ЧС-1985, найзнаменитіший з усіх, коли-небудь зіграних в історії Крусіблу. Тоді Денніс Тейлор виграв у англійця 18:17, вирвавши перемогу на останній кулі. Цей 35-фреймовий поєдинок, що закінчився в 00-19 в понеділок, довгий час тримав рекорд тривалості снукерного матчу (890 хвилин чистого часу).
Девіс міг домінувати у чемпіонатах і далі, однак, наприкінці 1980-х у мейн-турі (своєрідній вищій лізі снукеру) з'явився ще більш обдарований гравець — Стівен Хендрі. У ті часи багато експертів почали називати Хендрі наступником Девіса, оскільки як один, так і інший вже на початку своєї кар'єри ставали практично непереможними на всіх змаганнях. Але в підсумку шотландець залишив позаду Стіва за всіма показниками, і перш за все по головному — кількості виграних чемпіонатів світу. 90-ті роки належали саме Стівену Хендрі. Свій перший титул він взяв у рекордні 21 рік і 106 днів, а останній, сьомий за рахунком, завоював у 1999 році. Стівен Хендрі по праву вважається найуспішнішим гравцем в історії чемпіонату світу: ніхто так не домінував на першості за весь час проведення турніру в Крусіблі.
Але на початку 2000-х років повністю розкрився потенціал нового покоління снукеристів, до якого належали насамперед Ронні О'Салліван (Англія), Джон Хіггінс (Шотландія) і Марк Вільямс (Уельс). Саме ці три снукеристи завойовували головний трофей чемпіонату вісім разів на трьох: у 1998, 2000—2001, 2003—2004, 2007—2009 роках.
У зв'язку зі змінами в законодавстві Великої Британії, пов'язаними з обмеженнями реклами тютюнових виробів, компаніям-виробникам було заборонено спонсорувати спортивні змагання на території Сполученого Королівства. Але Embassy отримали спеціальний дозвіл на продовження спонсорства чемпіонату світу до 2005 року. Останнім чемпіоном «EmbassySnooker World Championship» став англієць Шон Мерфі, що виграв у Меттью Стівенса, 18:16. Перемога Мерфі запам'яталася не стільки, як остання під спонсорством Embassy, скільки тим, що сам переможець завоював титул, вийшовши з кваліфікаційних раундів. Це був всього другий випадок за історію чемпіонату після перемоги Террі Гріффітса у 1979 році.
Під час проведення турніру 2005 року головою WPBSA було оголошено, що чемпіонат буде проводитися в Театрі Крусібл як мінімум ще п'ять років, а його новим спонсором незабаром стала найбільша мережа онлайнових казино — 888.com — з нею в січні 2006 був підписаний 5-річний контракт. Саме з приходом 888.com пов'язано багато змін в стилі оформлення першості, наприклад, традиційно червоний колір арени Крусібл був змінений на зелений, а гравцям, як вже було написано вище, було заборонено палити і пити алкоголь у залі.

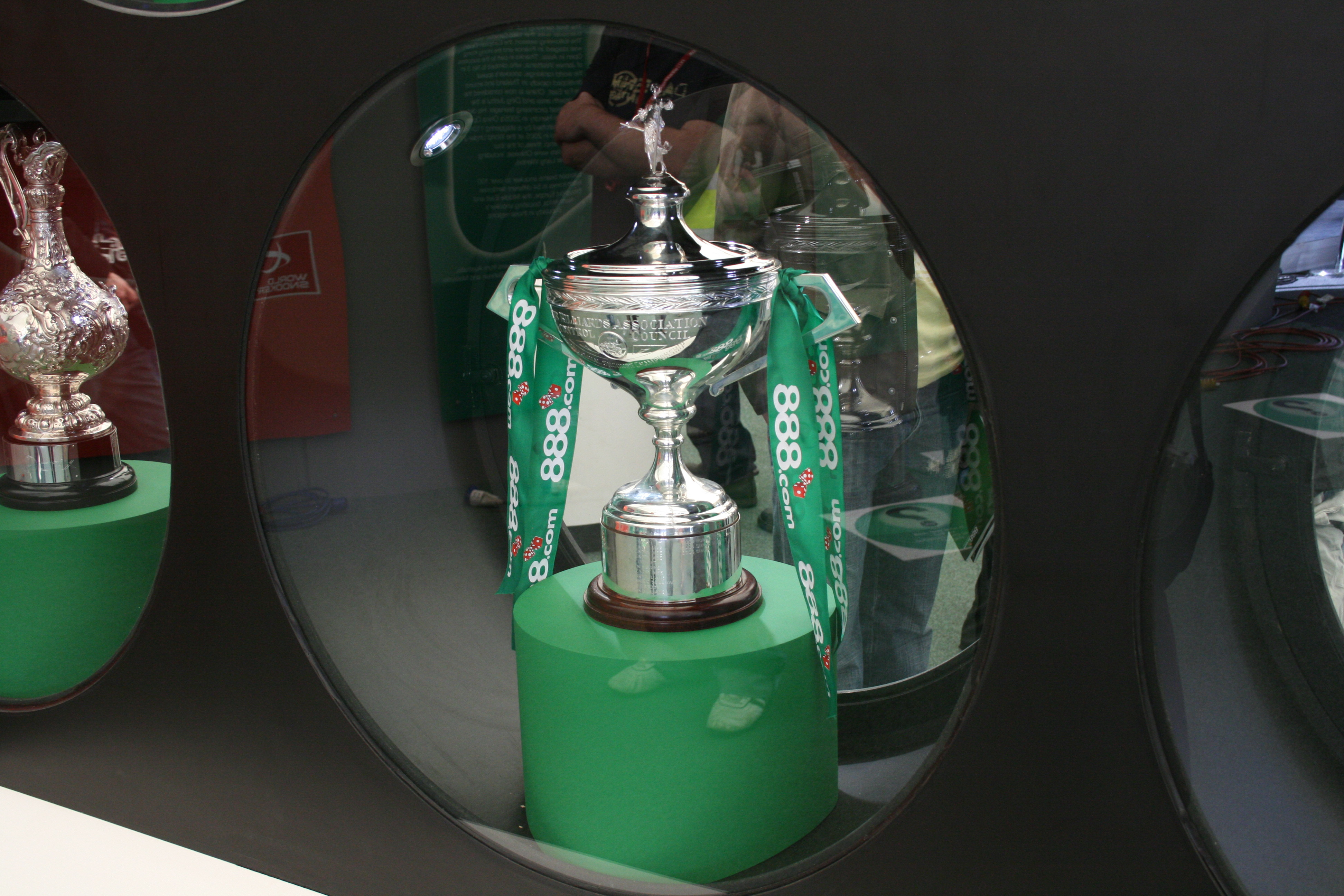
Кубок чемпіонату світу

Першим переможцем турніру при новому спонсорі став 28-річний шотландець Грем Дотт, що обіграв у драматичному фіналі англійця Пітера Ебдона, 18:14. Цікаво, що сам Дотт, хоча і входив до числа 16 найсильніших снукеристів, на думку букмекерів був найменш вірогідним чемпіоном. Але його перемозі явно посприяло як емоційне виснаження суперника в півфіналі, так і його власний, «захисний» стиль гри. У результаті Грем Дотт отримав £ 200 000 і трофей чемпіонату в оновленому дизайні.
На чемпіонаті світу 2007 року був здійснений ювілейний, 1000-й сенчурі-брейк в історії Крусібл. Автором цього досягнення став Джон Хіггінс, він же став згодом чемпіоном. А попередній переможець, Дотт, програв уже в першому колі не дуже сильному суперникові — Яну Маккалоху — 7:10. Але захистити титул на наступний рік не вдалося і Хіггінсу: на першості 2008 року він програв у другому раунді. Цього разу чемпіоном став Ронні О'Салліван, який переміг у фіналі Алістера Картера, 18:8.
Після цього чемпіонату головний спонсор, 888.com, так і не виконавши свої зобов'язання за контрактом, припинив його спонсорувати. У 2009 букмекерська компанія Betfred.com стала головним спонсором чемпіонату світу на наступні чотири роки. Таким чином, головний з снукерних турнірів змінив офіційну назву на «Betfred.com World Snooker Championship». А місце проведення чемпіонату, за заявою колишнього голови WPBSA сера Родні Вокера, швидше за все, залишиться тим самим до 2015 року — Театр Крусібл в Шеффілді.
За останній час помітно зросла якість гри (як у снукері в цілому, так і на чемпіонаті світу зокрема) — для порівняння, на турнірі 1983 набралося всього 18 серій понад сто очок, а на чемпіонаті 2009 року — 83 сенчурі-брейка.

## Географія чемпіонату і його учасників
За свою історію чемпіонат світу побував у 13 містах і в 3 країнах світу (Велика Британія (Англія), Південно-Африканська Республіка, Австралія). Від початку проведення на турнірі домінують британці, проте останнім часом стали з'являтися учасники з традиційно «неснукерних» країн. З початку 90-х років в основній сітці турніру грали представники Англії, Шотландії, Уельсу, Північної Ірландії, Ірландії, Китаю, Австралії, Нової Зеландії, ПАР, Канади, Нідерландів, Ісландії, Норвегії, Фінляндії, Таїланду, Пакистану, Бельгії і Мальти.
Серед найуспішніших не британських снукеристів, які ще не завершили свою кар'єру, можна назвати австралійця Ніла Робертсона (чемпіона світу 2010 року), китайця Дін Цзюньхуея (фіналіста чемпіонату світу 2016 року) та бельгійця Луку Бреселя (чемпіона світу 2023 року).
В кінці 2000-х періодично з'являлася інформація про те, що чемпіонат світу може бути перенесений до Китаю, але не раніше, ніж закінчиться чинний контракт з Шеффілдським Крусібл. Бажання перенести турнір пов'язано в тому числі з високою популярністю снукеру в цій країні .

## Рейтингові очки
Рейтингові очки на чемпіонаті світу завжди були і залишаються найціннішими серед усіх снукерних турнірів. Хоча до 2005 року переможці першості отримували 8000 балів, цього їм вистачало, щоб різко виправити або зміцнити становище у світовому рейтингу, так як очки на інших змаганнях були вдвічі менше. Нерідко саме перемога на чемпіонаті приносила снукеристам з недостатньо високим рейтингом перше місце за підсумками сезону. Наприклад, в 1990 році Стівен Хендрі став першим саме завдяки перемозі на чемпіонаті світу, хоча до цього він сильно відставав від Стіва Девіса.
Очки розподіляються між гравцями в різній мірі залежно від їх положення в офіційному рейтингу і турнірного результу. Гравці з нижчим рейтингом за вихід в основну сітку (раунд 32 найсильніших, або 1/16 фіналу) отримують більше очок, ніж ті, хто має більш високий рейтинг, але не зуміли пробитися через кваліфікацію.

### Рейтингові очки на 2016 рік
- Переможець: 330000
- Фіналіст: 137500
- Півфіналісти: 66000
- Чвертьфіналісти: 33000
- 1 / 8 фіналу: 22000
- 1 / 16 фіналу: 13250; 0 для тих, хто програв перший матч
- Другий кваліфікаційний раунд: 9900
- Перший кваліфікаційний раунд: 6600

## Призові гроші
Призові на чемпіонаті світу зі снукеру з'явилися з першого ж року його проведення і склали 6 фунтів і 10 центів. До 1946 році призові збільшилися до 1000 фунтів за перемогу і фінал, і хоча в перекладі на нинішній курс ця сума збільшується в кілька разів, грошей весь цей час було явно недостатньо. Ситуація поліпшилася на початку 1970-х рр., коли снукерні турніри почали показувати по телебаченню, а грою зацікавились відомі спонсори (в основному ті, що рекламують сигарети і алкогольні напої).
Хоча чемпіонат світу став спонсоруватиметься ще в 1969 році, матеріальна підтримка турніру сильно не зросла, натомість самі спонсори змінювалися за наступні 10 років тричі. Доленосним для турніру став прихід в 1976 році сигаретного бренду Embassy, який і почав активно збільшувати призовий фонд. На першому чемпіонаті світу при спонсоруванні Embassy призові склали в загальному £ 15 300; чемпіон же гарантував собі 6000 фунтів стерлінгів. Але вже до 1995 року фонд був встановлений у розмірі £ 578 250, а на чемпіонаті 2003, рекордному за призовими грошима, тільки переможець отримав  £ 270 000. Загальний же фонд тієї першості склав 1 378 920 фунтів. Крім того, з початку 1990-х гравців, які зробили максимальний брейк, також отримували солідну винагороду в розмірі від 157 000 до 167 000 фунтів стерлінгів (147 000 за сам максимум і ще до 20 000 як за вищий брейк турніру).

### Призові на 2016 рік
- Загальний призовий фонд турніру £ 1500100
- Переможець: £ 330000
- Фіналіст: £ 137500
- Півфіналісти: £ 66000
- Чвертьфіналісти: £ 33000
- 1 / 8 фіналу: £ 22000
- 1 / 16 фіналу: £ 13250
- 1 / 32 фіналу: £ 9900
- 1 / 40 фіналу: £ 6600
- Приз за максимальний брейк: £ 20000
- Приз за вищий брейк в основній сітці: £ 20000
- Приз за вищий брейк у кваліфікації: £ 1000

## Формат
Формат чемпіонату світу на ранніх стадіях його розвитку (1920—1960 рр.) був нестійким і змінювався практично кожного разу. В основному снукеристи грали довгі, іноді багатоденні матчі. Пік таких «марафонських» розіграшів припав на 1950-ті, коли фінали гралися як мінімум до 50 перемог. 1952 рік став рекордним за цим показником — тоді Горас Ліндрум і Кларк Макконекі розіграли матч з 143 фреймів. Перемогу в тому фіналі з рахунком 94:49 здобув Ліндрум (для порівняння — зараз фінали чемпіонату граються до 18 перемог).
Однак у 1970-х роках WPBSA (нова організація управління снукеру) була змушена скоротити кількість фреймів для перемоги. Це сталося з простої причини: снукерні матчі стали транслюватися по телебаченню, а час трансляції було обмежено. Так, з 1980 року максимально можливу кількість фінальних партій скоротилося до 35. До речі, приблизно тоді ж, завдяки приходу нових гравців-професіоналів, розширилася турнірна сітка: тепер матчі основної частини чемпіонату починалися з 1 / 16 фіналу. Інші ж матчі гралися по добре відпрацьованій системі, яка за без малого 30 років зазнала мінімальні зміни: 1 / 16 фіналу — матчі до 10 перемог, 1 / 8 фіналу — до 13 перемог, 1 / 4 фіналу — до 13 перемог і півфінали — до 17 перемог (до 1997 року до 16).
Чемпіонат світу за всю історію проведення тільки кілька разів грався протягом більше одного року. Взагалі ж терміни проведення цього турніру встановлені вже досить давно — це приблизно середина квітня — початок травня. Приміром, ЧС-2008 проводився щодня з 19 квітня по 5 травня.

### Кваліфікаційні матчі
Раунд кваліфікації гравців в основну частину турніру зазвичай проводиться в два етапи. Перший грають снукеристи, що займають найнижчі позиції у офіційному рейтингу. Проводиться перший етап зазвичай взимку, на початку-середині січня. Другий етап кваліфікації проводиться навесні, за два-три місяці до початку чемпіонату .

### Посів гравців
За традицією, перший матч кожного чемпіонату світу відкриває діючий переможець. Відповідно, при посіві на турнір він отримує перший номер незалежно від того, яке місце в рейтингу посідає. Другий номер зазвичай отримує фіналіст попереднього чемпіонату, хоча на його посів може вплинути рейтинг. Решта (14 снукеристів із топ-16) отримують номер відповідно до офіційного рейтингу.

### Формат чемпіонату світу на 2016 рік
- Матчі першого кола — 1 / 16 фіналу: матчі до 10 перемог
- 1 / 8 фіналу: матчі до 13 перемог
- 1 / 4 фіналу: матчі до 13 перемог
- 1 / 2 фіналу: матчі до 17 перемог
- Фінал: матч до 18 перемог

## Переможці, з 1927 до наших днів

### Чемпіонати
| Рік                                          | Переможець        | Фінальний рахунок | Фіналіст          | Місце проведення | Сезон   | Спонсор        |
| -------------------------------------------- | ----------------- | ----------------- | ----------------- | ---------------- | ------- | -------------- |
| 1927                                         | Джо Девіс         | 20:11             | Том Денніс        | Бірмінгем        | —       | —              |
| 1928                                         | Джо Девіс         | 16:13             | Фред Лоуренс      | Бірмінгем        | —       | —              |
| 1929                                         | Джо Девіс         | 19:14             | Том Денніс        | Ноттінгем        | —       | —              |
| 1930                                         | Джо Девіс         | 25:12             | Том Денніс        | Лондон           | —       | —              |
| 1931                                         | Джо Девіс         | 25:21             | Том Денніс        | Ноттінгем        | —       | —              |
| 1932                                         | Джо Девіс         | 30:19             | Кларк Макконекі   | Лондон           | —       | —              |
| 1933                                         | Джо Девіс         | 25:18             | Віллі Сміт        | Честерфілд       | —       | —              |
| 1934                                         | Джо Девіс         | 25:23             | Том Ньюмен        | Ноттінгем        | —       | —              |
| 1935                                         | Джо Девіс         | 25:20             | Віллі Сміт        | Лондон           | —       | —              |
| 1936                                         | Джо Девіс         | 34:27             | Горас Ліндрум     | Лондон           | —       | —              |
| 1937                                         | Джо Девіс         | 32:29             | Горас Ліндрум     | Лондон           | —       | —              |
| 1938                                         | Джо Девіс         | 37:24             | Сідней Сміт       | Лондон           | —       | —              |
| 1939                                         | Джо Девіс         | 43:30             | Сідней Сміт       | Лондон           | —       | —              |
| 1940                                         | Джо Девіс         | 37:36             | Фред Девіс        | Лондон           | —       | —              |
| 1941—1945 через війну турніри не проводилися |                   |                   |                   |                  |         |                |
| 1946                                         | Джо Девіс         | 78:67             | Горас Ліндрум     | Лондон           | —       | —              |
| 1947                                         | Волтер Дональдсон | 82:63             | Фред Девіс        | Лондон           | —       | —              |
| 1948                                         | Фред Девіс        | 84:61             | Волтер Дональдсон | Лондон           | —       | —              |
| 1949                                         | Фред Девіс        | 80:65             | Волтер Дональдсон | Лондон           | —       | —              |
| 1950                                         | Волтер Дональдсон | 51:46             | Фред Девіс        | Блекпул          | —       | —              |
| 1951                                         | Фред Девіс        | 58:39             | Волтер Дональдсон | Лондон           | —       | —              |
| Більярдна Асоціація та Рада Клубу Контролю   |                   |                   |                   |                  |         |                |
| 1952                                         | Горас Ліндрум     | 94:49             | Кларк Макконекі   | Манчестер        | —       | —              |
| Всесвітній турнір професіоналів              |                   |                   |                   |                  |         |                |
| 1952                                         | Фред Девіс        | 38:35             | Волтер Дональдсон | Блекпул          | —       | —              |
| 1953                                         | Фред Девіс        | 37:34             | Волтер Дональдсон | Лондон           | —       | —              |
| 1954                                         | Фред Девіс        | 39:21             | Волтер Дональдсон | Манчестер        | —       | —              |
| 1955                                         | Фред Девіс        | 37:34             | Джон Пульман      | Блекпул          | —       | —              |
| 1956                                         | Фред Девіс        | 38:35             | Джон Пульман      | Блекпул          | —       | —              |
| 1957                                         | Джон Пульман      | 39:34             | Джейкі Рі         | Джерсі           | —       | —              |
| 1958—1963 чемпіонати не проводились          |                   |                   |                   |                  |         |                |
| Челлендж-матчі                               |                   |                   |                   |                  |         |                |
| 1964                                         | Джон Пульман      | 19:16             | Фред Девіс        | Лондон           | —       | —              |
| 1964                                         | Джон Пульман      | 40:33             | Рекс Вільямс      | Лондон           | —       | —              |
| 1965                                         | Джон Пульман      | 37:36             | Фред Девіс        | Лондон           | —       | —              |
| 1965                                         | Джон Пульман      | 25:22             | Рекс Вільямс      | ПАР              | —       | —              |
| 1965                                         | Джон Пульман      | 39:12             | Фред ван Ренсбург | ПАР              | —       | —              |
| 1966                                         | Джон Пульман      | 5:2               | Фред Девіс        | Ліверпуль        | —       | —              |
| 1968                                         | Джон Пульман      | 39:34             | Едді Чарльтон     | Болтон           | —       | —              |
| Матчі на вибування                           |                   |                   |                   |                  |         |                |
| 1969                                         | Джон Спенсер      | 37:24             | Гаррі Оуен        | Лондон           | —       | Player's No. 6 |
| 1970                                         | Рей Ріардон       | 37:33             | Джон Пульман      | Лондон           | —       | Player's No. 6 |
| 1971                                         | Джон Спенсер      | 37:29             | Воррен Сімпсон    | Сідней           | —       | —              |
| 1972                                         | Алекс Гіггінс     | 37:32             | Джон Спенсер      | Бірмінгем        | —       | Park Drive     |
| 1973                                         | Рей Ріардон       | 38:32             | Едді Чарльтон     | Манчестер        | —       | Park Drive     |
| 1974                                         | Рей Ріардон       | 22:12             | Грем Майлс        | Манчестер        | 1973/74 | Park Drive     |
| 1975                                         | Рей Ріардон       | 31:30             | Едді Чарльтон     | Мельбурн         | 1974/75 | —              |
| 1976                                         | Рей Ріардон       | 27:16             | Алекс Гіггінс     | Манчестер        | 1975/76 | Embassy        |
| Крусібл                                      |                   |                   |                   |                  |         |                |
| 1977                                         | Джон Спенсер      | 25:21             | Кліфф Торбурн     | Шеффілд          | 1976/77 | Embassy        |
| 1978                                         | Рей Ріардон       | 25:18             | Перрі Менс        | Шеффілд          | 1977/78 | Embassy        |
| 1979                                         | Террі Гріффітс    | 24:16             | Денніс Тейлор     | Шеффілд          | 1978/79 | Embassy        |
| 1980                                         | Кліфф Торбурн     | 18:16             | Алекс Гіггінс     | Шеффілд          | 1979/80 | Embassy        |
| 1981                                         | Стів Девіс        | 18:12             | Дуг Маунтджой     | Шеффілд          | 1980/81 | Embassy        |
| 1982                                         | Алекс Гіггінс     | 18:15             | Рей Ріардон       | Шеффілд          | 1981/82 | Embassy        |
| 1983                                         | Стів Девіс        | 18:6              | Кліфф Торбурн     | Шеффілд          | 1982/83 | Embassy        |
| 1984                                         | Стів Девіс        | 18:16             | Джиммі Вайт       | Шеффілд          | 1983/84 | Embassy        |
| 1985                                         | Денніс Тейлор     | 18:17             | Стів Девіс        | Шеффілд          | 1984/85 | Embassy        |
| 1986                                         | Джо Джонсон       | 18:12             | Стів Девіс        | Шеффілд          | 1985/86 | Embassy        |
| 1987                                         | Стів Девіс        | 18:14             | Джо Джонсон       | Шеффілд          | 1986/87 | Embassy        |
| 1988                                         | Стів Девіс        | 18:11             | Террі Гріффітс    | Шеффілд          | 1987/88 | Embassy        |
| 1989                                         | Стів Девіс        | 18:3              | Джон Перрот       | Шеффілд          | 1988/89 | Embassy        |
| 1990                                         | Стівен Хендрі     | 18:12             | Джиммі Вайт       | Шеффілд          | 1989/90 | Embassy        |
| 1991                                         | Джон Перрот       | 18:11             | Джиммі Вайт       | Шеффілд          | 1990/91 | Embassy        |
| 1992                                         | Стівен Хендрі     | 18:14             | Джиммі Вайт       | Шеффілд          | 1991/92 | Embassy        |
| 1993                                         | Стівен Хендрі     | 18:5              | Джиммі Вайт       | Шеффілд          | 1992/93 | Embassy        |
| 1994                                         | Стівен Хендрі     | 18:17             | Джиммі Вайт       | Шеффілд          | 1993/94 | Embassy        |
| 1995                                         | Стівен Хендрі     | 18:9              | Найджел Бонд      | Шеффілд          | 1994/95 | Embassy        |
| 1996                                         | Стівен Хендрі     | 18:12             | Пітер Ебдон       | Шеффілд          | 1995/96 | Embassy        |
| 1997                                         | Кен Догерті       | 18:12             | Стівен Хендрі     | Шеффілд          | 1996/97 | Embassy        |
| 1998                                         | Джон Хіггінс      | 18:12             | Кен Догерті       | Шеффілд          | 1997/98 | Embassy        |
| 1999                                         | Стівен Хендрі     | 18:11             | Марк Вільямс      | Шеффілд          | 1998/99 | Embassy        |
| 2000                                         | Марк Вільямс      | 18:16             | Метью Стівенс     | Шеффілд          | 1999/00 | Embassy        |
| 2001                                         | Ронні О’Салліван  | 18:14             | Джон Хіггінс      | Шеффілд          | 2000/01 | Embassy        |
| 2002                                         | Пітер Ебдон       | 18:17             | Стівен Хендрі     | Шеффілд          | 2001/02 | Embassy        |
| 2003                                         | Марк Вільямс      | 18:16             | Кен Догерті       | Шеффілд          | 2002/03 | Embassy        |
| 2004                                         | Ронні О’Салліван  | 18:8              | Грем Дотт         | Шеффілд          | 2003/04 | Embassy        |
| 2005                                         | Шон Мерфі         | 18:16             | Метью Стівенс     | Шеффілд          | 2004/05 | Embassy        |
| 2006                                         | Грем Дотт         | 18:14             | Пітер Ебдон       | Шеффілд          | 2005/06 | 888.com        |
| 2007                                         | Джон Хіггінс      | 18:13             | Марк Селбі        | Шеффілд          | 2006/07 | 888.com        |
| 2008                                         | Ронні О’Салліван  | 18:8              | Алі Картер        | Шеффілд          | 2007/08 | 888.com        |
| 2009                                         | Джон Хіггінс      | 18:9              | Шон Мерфі         | Шеффілд          | 2008/09 | Betfred.com    |
| 2010                                         | Ніл Робертсон     | 18:13             | Грем Дотт         | Шеффілд          | 2009/10 | Betfred.com    |
| 2011                                         | Джон Хіггінс      | 18:15             | Джадд Трамп       | Шеффілд          | 2010/11 | Betfred.com    |
| 2012                                         | Ронні О'Салліван  | 18:11             | Алі Картер        | Шеффілд          | 2011/12 | Betfred.com    |
| 2013                                         | Ронні О'Салліван  | 18:12             | Баррі Гокінс      | Шеффілд          | 2012/13 | Betfred.com    |
| 2014                                         | Марк Селбі        | 18:14             | Ронні О'Салліван  | Шеффілд          | 2013/14 | Dafabet.com    |
| 2015                                         | Стюарт Бінгем     | 18:15             | Шон Мерфі         | Шеффілд          | 2014/15 | Betfred.com    |
| 2016                                         | Марк Селбі        | 18:14             | Дін Цзюньхуей     | Шеффілд          | 2015/16 | Betfred.com    |
| 2017                                         | Марк Селбі        | 18:15             | Джон Хіггінс      | Шеффілд          | 2016/17 | Betfred.com    |
| 2018                                         | Марк Вільямс      | 18:16             | Джон Хіггінс      | Шеффілд          | 2017/18 | Betfred.com    |
| 2019                                         | Джадд Трамп       | 18:9              | Джон Хіггінс      | Шеффілд          | 2018/19 | Betfred.com    |
| 2020                                         | Ронні О'Салліван  | 18:8              | Кайрен Вілсон     | Шеффілд          | 2019/20 | Betfred.com    |
| 2021                                         | Марк Селбі        | 18:15             | Шон Мерфі         | Шеффілд          | 2020/21 | Betfred.com    |
| 2022                                         | Ронні О'Салліван  | 18:13             | Джадд Трамп       | Шеффілд          | 2021/22 | Betfred.com    |
| 2023                                         | Лука Бресель      | 18:15             | Марк Селбі        | Шеффілд          | 2022/23 | Cazoo          |
| 2024                                         | Кайрен Вілсон     | 18:14             | Джек Джонс        | Шеффілд          | 2023/24 | Cazoo          |
| 2025                                         | Чжао Сіньтун      | 18:12             | Марк Вільямс      | Шеффілд          | 2024/25 | Halo           |

1. ↑  Рахунок по матчам, а не фреймам.

### Чемпіони
| Гравець           | Всього | Рік                                          |
| ----------------- | ------ | -------------------------------------------- |
| Джо Девіс         | 15     | 1927—1940, 1946                              |
| Фред Девіс        | 8      | 1948, 1949, 1951, 1952—1956                  |
| Джон Пульман      | 8      | 1957, 1964 (двічі), 1965 (тричі), 1966, 1968 |
| Стівен Хендрі     | 7      | 1990, 1992—1996, 1999                        |
| Ронні О'Салліван  | 7      | 2001, 2004, 2008, 2012—2013, 2020, 2022      |
| Рей Ріардон       | 6      | 1970, 1973—1976, 1978                        |
| Стів Девіс        | 6      | 1981, 1983—1984, 1987—1989                   |
| Джон Хіггінс      | 4      | 1998, 2007, 2009, 2011                       |
| Марк Селбі        | 4      | 2014, 2016, 2017, 2021                       |
| Джон Спенсер      | 3      | 1969, 1971, 1977                             |
| Марк Вільямс      | 3      | 2000, 2003, 2018                             |
| Волтер Дональдсон | 2      | 1947, 1950                                   |
| Алекс Гіггінс     | 2      | 1972, 1982                                   |
| Горас Ліндрум     | 1      | 1952                                         |
| Террі Гріффітс    | 1      | 1979                                         |
| Кліфф Торбурн     | 1      | 1980                                         |
| Денніс Тейлор     | 1      | 1985                                         |
| Джо Джонсон       | 1      | 1986                                         |
| Джон Перрот       | 1      | 1991                                         |
| Кен Догерті       | 1      | 1997                                         |
| Пітер Ебдон       | 1      | 2002                                         |
| Шон Мерфі         | 1      | 2005                                         |
| Грем Дотт         | 1      | 2006                                         |
| Ніл Робертсон     | 1      | 2010                                         |
| Стюарт Бінгем     | 1      | 2015                                         |
| Джадд Трамп       | 1      | 2019                                         |
| Лука Бресель      | 1      | 2023                                         |
| Кайрен Вілсон     | 1      | 2024                                         |
| Чжао Сіньтун      | 1      | 2025                                         |

### Країни чемпіонів
| Країна            | Кількість чемпіонів | Кількість титулів | Рік першого титулу | Рік останнього титулу |
| ----------------- | ------------------- | ----------------- | ------------------ | --------------------- |
| Англія            | 14                  | 58                | 1927               | 2024                  |
| Шотландія         | 4                   | 14                | 1947               | 2011                  |
| Уельс             | 3                   | 10                | 1970               | 2018                  |
| Північна Ірландія | 2                   | 3                 | 1972               | 1985                  |
| Австралія         | 2                   | 2                 | 1952               | 2010                  |
| Канада            | 1                   | 1                 | 1980               | 1980                  |
| Ірландія          | 1                   | 1                 | 1997               | 1997                  |
| Бельгія           | 1                   | 1                 | 2023               | 2023                  |
| КНР               | 1                   | 1                 | 2025               | 2025                  |

## Найуспішніші снукеристи чемпіонатів світу (з 1969 року)
З 1969 року турнір повернувся до формату  матчів на вибування під егідою Всесвітньої асоціації професійного більярду та снукеру. Відтоді найбільшу кількість титулів вигравали Стівен Хендрі та Ронні О'Салліван, які мають по 7 чемпіонств. Рей Ріардон і Стів Девіс здобули по 6 титулів, домінуючи в 1970-х та 1980-х роках відповідно.
Станом на фінал чемпіонату світу 2025 року.
Гравці, чиї імена виділені жирним шрифтом брали участь у фінальній частині чемпіонату світу 2025 року.
| #  | Гравець          | Країна            | Переможець | Фіналіст | Всього фіналів | Півфінал і краще |
| -- | ---------------- | ----------------- | ---------- | -------- | -------------- | ---------------- |
| 1  | Стівен Хендрі    | Шотландія         | 7          | 2        | 9              | 12               |
| 2  | Ронні О'Салліван | Англія            | 7          | 1        | 8              | 14               |
| 3  | Стів Девіс       | Англія            | 6          | 2        | 8              | 11               |
| 4  | Рей Ріардон      | Уельс             | 6          | 1        | 7              | 10               |
| 5  | Джон Хіггінс     | Шотландія         | 4          | 4        | 8              | 11               |
| 6  | Марк Селбі       | Англія            | 4          | 2        | 6              | 8                |
| 7  | Марк Вільямс     | Уельс             | 3          | 2        | 5              | 8                |
| 8  | Джон Спенсер     | Англія            | 3          | 1        | 4              | 6                |
| 9  | Алекс Хіггінс    | Північна Ірландія | 2          | 2        | 4              | 7                |
| 10 | Шон Мерфі        | Англія            | 1          | 3        | 4              | 5                |
| 11 | Кліфф Торбурн    | Канада            | 1          | 2        | 3              | 6                |
| 11 | Джадд Трамп      | Англія            | 1          | 2        | 3              | 6                |
| 13 | Пітер Ебдон      | Англія            | 1          | 2        | 3              | 4                |
| 14 | Кен Догерті      | Ірландія          | 1          | 2        | 3              | 3                |
| 14 | Грем Дотт        | Шотландія         | 1          | 2        | 3              | 3                |
| 16 | Денніс Тейлор    | Північна Ірландія | 1          | 1        | 2              | 5                |
| 17 | Кайрен Вілсон    | Англія            | 1          | 1        | 2              | 4                |
| 18 | Террі Гріффітс   | Уельс             | 1          | 1        | 2              | 3                |
| 18 | Джон Перрот      | Англія            | 1          | 1        | 2              | 3                |
| 20 | Джо Джонсон      | Англія            | 1          | 1        | 2              | 2                |
| 21 | Ніл Робертсон    | Австралія         | 1          | 0        | 1              | 3                |
| 21 | Стюарт Бінгем    | Англія            | 1          | 0        | 1              | 3                |
| 23 | Лука Бресель     | Бельгія           | 1          | 0        | 1              | 1                |
| 23 | Чжао Сіньтун     | КНР               | 1          | 0        | 1              | 1                |

## Максимальні брейки 147
Станом на фінал чемпіонату 2025 року максимальний 147 брейк у фінальних частинах чемпіонатів світу було досягнуто 15 разів. Всі ці брейки зроблені 11 гравцями. Перший максимальний брейк на чемпіонаті був зареєстрований в 1983 році на стадії 1/8 фіналу. Автором цього досягнення став канадський гравець Кліфф Торбурн, який згодом дійшов до фіналу. Стівен Хендрі та Ронні О'Салліван єдині, хто зробив максимум більше одного разу, маючи в своєму активі по 3 максимальних брейки.
Перший 147 брейк О'Саллівана тривалістю 5 хвилин і 8 секунд, зроблений у першому раунді чемпіонату 1997 року, занесений до Книги рекордів Гіннеса як найшвидший 147 брейк у снукері.
Турніри 2008 та 2023 років — єдині чемпіонати світу, у фінальних частинах яких було досягнуто два максимуми. У 2008 їх зробили Ронні О'Салліван та Алі Картер, а у 2023 — Кайрен Вілсон та Марк Селбі. В обох випадках призові за це досягнення були розділені між двома гравцями порівну.
В таблиці наведені 147 брейки у фінальних частинах чемпіонатів і не включені ті, що зроблені у кваліфікаційних раундах.
| #  | Рік  | Гравець              | Суперник        |
| -- | ---- | -------------------- | --------------- |
| 1  | 1983 | Кліфф Торбурн        | Террі Гріффітс  |
| 2  | 1992 | Джиммі Вайт          | Тоні Драго      |
| 3  | 1995 | Стівен Хендрі (1)    | Джиммі Вайт     |
| 4  | 1997 | Ронні О'Салліван (1) | Мік Прайс       |
| 5  | 2003 | Ронні О'Салліван (2) | Марко Фу        |
| 6  | 2005 | Марк Вільямс         | Роберт Мілкінс  |
| 7  | 2008 | Ронні О'Салліван (3) | Марк Вільямс    |
| 8  | 2008 | Алі Картер           | Пітер Ебдон     |
| 9  | 2009 | Стівен Хендрі (2)    | Шон Мерфі       |
| 10 | 2012 | Стівен Хендрі (3)    | Стюарт Бінгем   |
| 11 | 2020 | Джон Хіггінс         | Курт Мафлін     |
| 12 | 2022 | Ніл Робертсон        | Джек Лісовський |
| 13 | 2023 | Кайрен Вілсон        | Раян Дей        |
| 14 | 2023 | Марк Селбі           | Лука Бресель    |
| 15 | 2025 | Марк Аллен           | Кріс Вейклін    |

## Рекорди
- Найбільш титулованим гравцем за всю історію чемпіонату світу досі залишається Джо Девіс: з 1927 по 1946 роки він вигравав першість 15 разів поспіль. А найуспішнішими снукеристами сучасної епохи є Стівен Хендрі та Ронні О'Салліван, обидва перемагали в Крусібл 7 разів.
- Наймолодшим переможцем чемпіонату є Стівен Хендрі, що виграв його в 1990 у віці 21 року. Другим за цим показником йде  Шон Мерфі, третім — Алекс Хіггінс. Обидва вони перемагали на чемпіонаті в 22 роки, але з різницею в кілька місяців[28][29].
- Найстарішим переможцем чемпіонату є Ронні О'Салліван, який у 2022 у віці 46 років та 148 днів побив рекорд  Рея Ріардона, який виграв турнір в 45 років і 203 дні (чемпіонат світу 1978 року).
- Горас Ліндрум (Австралія), Ніл Робертсон (Австралія), Кліфф Торбурн (Канада), Кен Догерті (Ірландія) та Лука Бресель (Бельгія) є єдиними чемпіонами світу поза межами Великої Британії.
- Джиммі Вайт шість разів досягав фіналу світової першості (в 1984 і 1990—1994 рр.), однак жодного разу не вигравав його. Останній свій фінал він програв з рахунком 17:18 Стівену Хендрі.
- Єдиним снукеристом, якому вдалося зробити сенчурі-брейк у своєму дебютному матчі на чемпіонатах світу, є ірландець Фергал О'Браєн. Він зробив це в 1994 році.
- Першість 2007 відома найдовшим фреймом за всю історію турніру. Він тривав 1 годину і 17 хвилин і був зіграний у фіналі між Джоном Хіггінсом і Марком Селбі.
- Найнесподіванішим чемпіоном є Террі Гріффітс (1979), який виграв турнір, будучи гравцем з кваліфікації; крім того, чемпіонат був усього другим професійним турніром, в якому він грав. Джо Джонсон став чемпіоном в 1986, хоча ставки на нього перед початком турніру приймалися як 150-1.  Шон Мерфі у 2005 повторив досягнення Гріффітса і виграв титул, вийшовши з кваліфікаційних раундів.
- Так зване «Прокляття Крусіблу» полягає в тому, що ні один чемпіон, який виграв вперше на цій арені, не може захистити свій титул на наступний рік. Джон Спенсер, Террі Гріффітс, Стів Девіс, Денніс Тейлор та Грем Дотт програли в першому раунді, інші пройшли далі. Ближче всіх підійшов Джо Джонсон, який виграв чемпіонат в 1986 році і на наступний рік дістався до фіналу. Але і він поступився своєму супротивникові, 14:18.
- Кен Догерті — єдиний, кому підкорилися три різні версії чемпіонату світу. У різний час він перемагав на юніорському, любительському та професійному чемпіонатах[30].
- Джон Перрот — єдиний, кому вдавалося виграти у свого суперника всуху: це сталося в матчі першого кола чемпіонату світу 1991 року проти Едді Чарльтона.
- Чемпіонати світу 1931 і 1952 років цікаві тим, що в кожному з них брало участь всього 2 гравця.
- Найтриваліший нефінальний матч чемпіонату світу був зафіксований в 1983 році в 1 / 8 фіналу між Кліффом Торбурном і Террі Гріффітсом[31] . Він закінчився в 03-51 ранку, і перемогу здобув Торбурн з рахунком 13:12. Він же, як уже згадувалося вище, зробив у цьому матчі 147.
- Найбільше сенчурі-брейків на одному чемпіонаті світу зробив Стівен Хендрі (2002 рік, 16 сотенних серій).
- Найшвидший матч до 13 перемог на чемпіонаті світу був зафіксований в 1997 році. Ронні О'Салліван тоді виграв у Тоні Драго, 13:4. Варто зауважити, що ці гравці мають прізвиська «Ракета» і «Торнадо» відповідно, тому що відомі як найшвидкісніші за всю історію гри.
- З найвідоміших камбеків (матч, де один гравець, програючи іншому дуже багато фреймів, виграє зрештою матч) можна виділити чотири матчі:

ЧС-1995, Найджел Бонд — Кліфф Торбурн. З рахунку 2:9 Бонд виграв матч, 10:9;
ЧС-2003, Кен Доерті — Пол Хантер. З рахунку 9:15 Доерті виграв матч, 17:16, і пройшов у фінал;
ЧС-2007,  Шон Мерфі — Меттью Стівенс. З рахунку 5:11, а потім і 7:12 Мерфі виграв матч, 13:12;
ЧС-2010, Ніл Робертсон — Мартін Гулд. З рахунку 5:11 Робертсон врятував матч, вигравши його з рахунком 13:12, а потім став чемпіоном світу.

### Статистика та визначні події фінальних матчів
- Найрозгромніший рахунок на чемпіонатах світу був зафіксований в 1989 році, коли Стів Девіс переміг Джона Перрота, 18:3. Інші великі перемоги були на ЧС-1993 (18:5, Стівен Хендрі — Джиммі Вайт), ЧС-1983 (18:6, Стів Девіс — Кліфф Торбурн) і ЧС-1965 (39:12, Джон Пульман — Фред ван Ренсбург).
- Найтривалішими фіналами до 18 перемог є фінали ЧС-1985, ЧС-2006 і ЧС-2007. Усі три матчі завершилися після опівночі.
- Найбільший рахунок був зафіксований на ЧС-1952, коли Горас Ліндрум переміг Кларка Макконекі, 94:49.
- Місцем, де найбільш часто проводився чемпіонат світу (і його фінал), є Театр Крусібл у Шеффілді. За цим показником йому немає і, можливо, не буде рівних: чемпіонат постійно проходить з 1977 року.
- Перемоги у вирішальній партії на чемпіонатах світу фіксувалися 6 разів. Вперше фінал, де були зіграні всі можливі партії, відбувся в 1940 році. Востаннє це сталося в 2002 році. Той фінальний фрейм був дуже напруженим і запам'ятався численними помилками обох суперників[36].
- В останній раз фінал, де обидва гравці представляли одну країну (не Англію), відбувся в 2000 році між валлійцями Марком Вільямсом і Метью Стівенсом.
- Найнапруженішим визнаний фінал 1985 року між Стівом Девісом і Деннісом Тейлором. Той матч розпочався під диктовку Девіса, і він повів 8:0. Потім Тейлор зробив рахунок 11:11, а за рахунку 17:17 зробив кілька дійсно видатних ударів, завдяки чому і виграв першість. Рахунок в останньому фреймі був 66-62 на користь Тейлора[37].

## Управління
Головною управлінської організацією як чемпіонату світу, так і всього професійного снукеру в цей час[коли?] є Всесвітня асоціація професійного більярда і снукеру (скор. WPBSA). Ця організація відповідальна за підготовку та проведення чемпіонату, крім того, її представники ведуть співпрацю зі спонсорами та укладають контракти на показ першості з різним телеканалам . Штаб-квартира WPBSA знаходиться в Бристолі, Англія.

### Історія
Спочатку розвитком снукеру (і більярду в цілому) займалася Асоціація більярду і Рада / Клуб Контролю (BA&CC). Саме ця організація затвердила правила снукеру і просувала розвиток регіональних турнірів на початку 20 століття. Під її керівництвом проходили чемпіонати світу з снукеру з 1927 до 1952 року включно, поки розбіжності між гравцями-професіоналами і представниками BA&CC не призвели до розриву співпраці майже на 10 років. Тим не менш, в 1964 році асоціація більярду та снукеру за угодою з Рексом Вільямсом відновила чемпіонат світу у форматі Челлендж. Остаточно ж BA&CC перестала керувати чемпіонатом світу (і снукером узагалі) на початку 1970-х, коли вона припинила існування. Її замінила Всесвітня асоціація професійного більярду та снукеру (англ. World Professional Billiards and Snooker Association, WPBSA). Відтоді світова першість відбувається під керівництвом WPBSA.

## Телебачення та преса
Найрозвиненіший снукер у Великій Британії, там же знаходяться і основні джерела інформації про чемпіонат світу. З 1960-х років першість стали показувати по телебаченню (канали BBC, ITV). Зараз чемпіонат світу висвітлюють в повному обсязі телеканали BBC і Євроспорт, а також газети Гардіан і  Бі-бі-сі Спорт. Турнір є головною снукерною подією сезону, і, відповідно, найпопулярнішим змаганням по цій грі на телебаченні — наприклад, за фіналом чемпіонату світу 1985 року, який транслювався на каналі BBC 2, стежили більше 18 мільйонів телеглядачів.